# Damaine Radcliff
Damaine Radcliff (New York, 7 giugno 1983) è un attore statunitense.

## Biografia
Nato nel Bronx, è attivo principalmente come attore dal 2000 ma ha anche preso parte in qualche impegno lavorativo.
Al cinema è noto per aver recitato nel 2006 nel film Step Up.

## Vita privata
È il cugino dell'attore Daniel Radcliffe.

## Filmografia parziale
- Law & Order - Il verdetto (Law & Order: Trial by Jury) - serie TV, episodio 1x06 (2005)
- Glory Road - Vincere cambia tutto (2006)
- Step Up (2006)